# Wolkersdorf (Kirchanschöring)
Wolkersdorf ist ein Gemeindeteil der Gemeinde Kirchanschöring im oberbayerischen Landkreis Traunstein.

## Lage
Das Dorf Wolkersdorf liegt etwa vier Kilometer westlich von Kirchanschöring nördlich des Waginger Sees.

## Geschichte
Wolkersdorf war im Besitz der Ritterfamilie Panicher und ab 1593 der Auer von Winkel zu Gessenberg. 1651 kam der Ort als eigene Hofmark in den Besitz der Familie von Lodron. 

## Baudenkmäler
Im Ort befindet sich eine denkmalgeschützte Hofkapelle, die 1892/93 errichtet wurde, sowie das ehemalige Bauernhaus Nr. 19.